# Exokernel

外核心的圖形概述

Exokernel，一種作業系統內核架構，是一種極簡化的核心，也被稱為外核心（Exokernel），外核、或極限核心。
在Exokernel中，運作在核心空間的唯一行程就是內核，唯一工作就是負責分配系統資源，並防止使用者行程存取到其他行程的資源。每個使用者行程都擁有一個虛擬機器，可以執行自己的作業系統。
Exokernel的設計理念是盡可能的減少軟體的抽象化，這使得開發者可以專注於硬體的抽象化。外核心的設計極為簡化，它的目標是在於同時簡化傳統微內核的訊息傳遞機制，以及整塊性核心的軟體抽象層。

## 歷史
Exokernel是在1994年提出的概念，由麻省理工學院并行与分布式操作系统小组（Parallel and Distributed Operating Systems Group）所發展出。
现在，外核设计还停留在研究阶段，没有任何一个作業系统采用了这种设计。几种概念上的操作系统正在被开发，如剑桥大学的Nemesis，格拉斯哥大学的Citrix系统和瑞士计算机科学院的一套系统。麻省理工学院也在进行着这类研究。
外内核有一个应用叫OSv （页面存档备份，存于），是一个unikernel。

## 技術內容
它的设计理念是让用户程序的设计者来决定硬件接口的设计。外内核本身非常的小，它通常只负责系统保护和系统资源复用相关的服务。
传统的内核设计(包括单核和微核)都对硬件作了抽象，把硬件资源或设备驱动程序都隐藏在硬件抽象层下。比方说，在这些系统中，如果分配一段物理存储，应用程序并不知道它的实际位置。
而外核的目标就是让应用程序直接请求一块特定的物理空间，一块特定的磁盘块等等。系统本身只保证被请求的资源当前是空闲的，应用程序就允许直接存取它。既然外核系统只提供了比较低级的硬件操作，而没有像其他系统一样提供高级的硬件抽象，那么就需要增加额外的运行库支持。这些运行库运行在外核之上，给用户程序提供了完整的功能。
理论上，这种设计可以让各种操作系统运行在一个外核之上，如Windows和Unix。并且设计人员可以根据运行效率调整系统的各部分功能。

## 外部連結
- MIT Exokernel作業系統